# Милена (Италия)
Вижте пояснителната страница за други значения на Милена.
Милѐна (на италиански и сицилиански Milena) е малко градче и община в Южна Италия, провинция Калтанисета, автономен регион и остров Сицилия. Разположено е на 423 m надморска височина. Населението на общината е 3171 души (към 2012 г.).